# Aisón
Aisón (řecky Αἴσων, latinsky Aeson) byl syn prvního krále Iólku Kréthea. Byl otcem Iásóna, vůdce výpravy Argonautů.
Když zemřel Krétheus a vláda nad Iólkem měla přijít do rukou jeho syna Aisona, připravil jej o vládu jeho nevlastní bratr Peliás, syn boha moří Poseidóna. Aby Aisón neztratil také svého syna, ujal se jej ihned po narození Kentaur Cheirón, dal mu jméno Iásón a vychoval ho jako královského syna. Když se Iásón po dvaceti letech vrátil zpět do Iólku, aby od Pelia získal zpět vládu, dostal podmínku: ať vykoná hrdinský čin, nejlépe přinese z daleké Kolchidy zlaté rouno z berana, který kdysi unesl na svém hřbetě Frixa a Hellé, děti orchomenského krále Athamáse.
Iásón, Peliás i kolchidský král Aiétés zlaté rouno toužili vlastnit, bylo uznáváno jako symbol moci a vlády, kterou zaručovalo svému držiteli. Jeho současný vlastník Aiétés si je zasloužil za vlídné přijetí Frixa a rouno mu hlídal nebezpečný drak. Obecně se mělo za to, že z výpravy za zlatým rounem se nikdo nemůže vrátit úspěšně.
Iásón to však dokázal, jeho hrdinství líčí rozsáhlá báje o Argonautech a Médei. Po dlouhé strastiplné cestě, mnoha útrapách a příhodách se výprava vrátila zpět do Iólku a Iásón chtěl výměnou za zlaté rouno zpět vládu, která mu jako právoplatnému dědici trůnu naléžela. Peliás však moc vydat odmítl.
Aisón byl v té době již stařičký a chtěl se dožít dne, kdy na trůn usedne jeho syn. Médeia, se kterou se cestou domů Iásón oženil, svými mocnými kouzly způsobila, že po kouzelném obřadu, kdy mu vypustila všechnu krev a do žil mu nalila odvar z účinných kouzelných bylin, byl Aisón o řadu let mladší. Když o totéž kouzlo pro svého otce Pelia požádaly jeho dcery, Médeia mu místo vypuštěné krve do žil nalila odvar obyčejných bylin, takže již neobživl.
Aisón si navráceného mládí moc dobrého neužil. Peliův syn Akastos Iásona a Médeiu vyhnal, později chtěl Iásón svou ženu opustit pro Glauké, dceru krále. Médeia propadla nenávisti, zabila Glauku i jejího otce a poté i oba Iásonovy syny. Po nějaké době zahynul i Iásón, když se na něj zřítila záď trouchnivějící lodi Argó.